# Мала металургія
Мала металургія (кит. спр. 土法煉鋼 земляні плавильні печі) — кампанія з організації повсюдного виробництва сталі в Китаї шляхом встановлення малих примітивних доменних печей з метою швидкої індустріалізації країни. Кампанія була ключовою складовою п'ятирічки Великого стрибка 1958-1963 років. За словами Мао Цзедуна, ключовою особливістю розвиненої держави є кількість виробленої сталі. Тому він наказав побудувати примітивні доменні печі для підтримки виробництва сталі в сучасних доменних печах.
Кампанія призвела до протилежного результату — руйнування промислової бази та необхідності згортання неефективного виробництва низькоякісного металу. 
Вважається одним із найбільших провалів політики «Великого стрибка».

## Передумови
Після проголошення Китайської Народної Республіки 1949 р. до 1958 р. Китай залишався відсталою сільськогосподарською країною, до 90 % населення Китаю працювало в сільському господарстві. Не було промислової бази. Керівництво розуміло необхідність широкомасштабної індустріалізації.
У листопаді 1957 року Мао Цзедун відвідав Москву, де взяв участь у святкуванні 40-ї річниці Жовтневої революції, а пізніше в цьому ж місяці він зустрічався з представниками міжнародних комуністичних і робітничих партій. Під час однієї з таких зустрічей Мао Цзедун у відповідь на заяву Хрущова про те, що Радянський Союз зможе обігнати Сполучені Штати по промисловому виробництву, заявив, що Китай зможе догнати й перегнати Велику Британію з виробництва сталі за 15 років.
Однак з різних політичних причин досвід Радянського Союзу був неприйнятним, для індустріалізації радянські фахівці майже не залучалися, і через деякий час (1960—1961) вони взагалі покинули Китай.
Мао Цзедун і китайське керівництво сподівалися підняти економіку лише на ентузіазмі праці. Розроблялися плани, як «наздогнати і перегнати» розвинені країни, при цьому виробництво сталі вважалося ключовим показником. Для орієнтиру була обрана Велика Британія, наздогнати яку повинні були за рекордні строки.
План підтримав президент Академії Наук КНР, академік Го Можо, який поставив завдання перед вченими.

## Соціальні перетворення

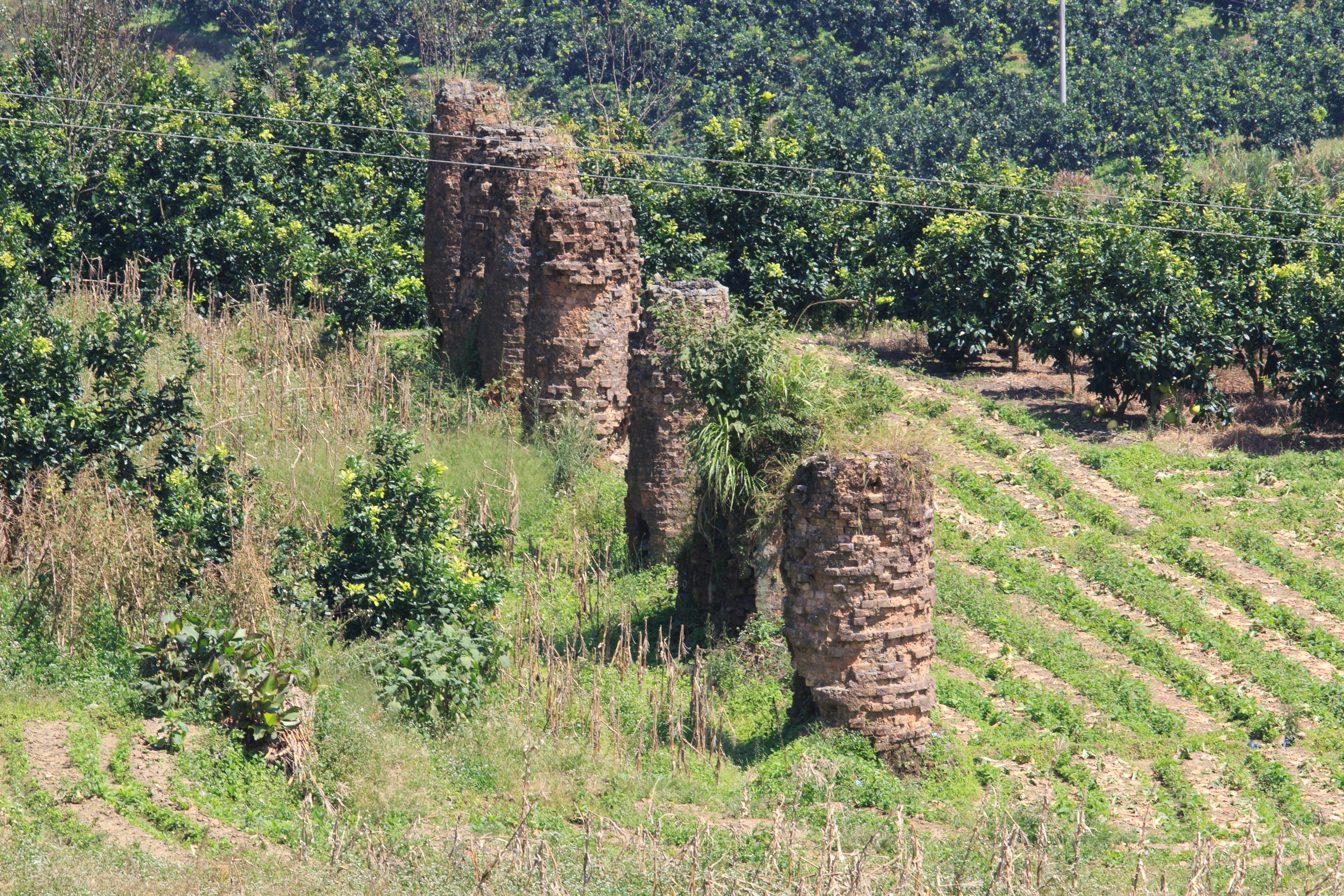
Рештки малих доменних печей у провінції Фуцзянь

У травні 1958 року на другій сесії VIII з'їзду Комуністичної партії Китаю була проголошена політика Великого стрибка.
Спираючись на досвід колективізації в СРСР, Мао Цзедун готував трансформацію соціальної структури. Малі селянські господарства не були придатними для малої металургії, бо не мали достатньо ресурсів для створення доменної печі. З 1958 року почали створюватися «народні комуни» — великі самодостатні групи, які жили і працювали разом, харчувалися в спільній їдальні, в яких замість грошей були трудодні. До кінця 1958 р. було створено 25 тисяч комун, середній розмір яких складав 5 000 сімей.

## Хід кампанії
Основні рішення були прийняті на розширеному засіданні Політбюро ЦК Компартії Китаю 17-30 серпня 1958 року, де було схвалена нова ідея організації суспільства в народні комуни. Було вирішено, що виробництво сталі повинно подвоюватися щороку, а через 15 років вдасться наздогнати Велику Британію. Було також оголошено, що 1958 році буде вироблено 10,7 мільйона тон сталі, що вдвічі більше за 1957 рік, коли кількість виробленої сталі досягло 5,35 мільйона тон. Для цього вважалося необхідним у всіх дворах будувати печі. Мао Цзедуну вже показали зразки таких печей у місті Хефей, провінція Аньхой, якими пишався перший секретар комітету провінційного партійного комітету Цзен Сішен. Під час демонстрації поясняли, що результатом такої переробки є високоякісна сталь (але, з усією ймовірністю, останні стадії металообробки були зроблені десь в іншому місці). Мао був у захваті: здавалося, що такі печі цілком під силу народним комунам у передмістях.
Невеликі доменні печі розглядалися ідеальним способом досягти швидкої індустріалізації країни. Будівництво печей було не дуже дорогим, їхня експлуатація не була вимогливою, тому Мао наказав, щоб до виробництва також були задіяні народні комуни. Потім вони почали будувати примітивні печі з глини або цегли на полях. Паливом для виплавки залізної руди було вугілля та деревина. У переважній більшості випадків люди, що займалися виплавкою залізної руди, не мали навіть найменших знань про металургію.
Коли за короткий час була вирішена проблема колективізації, всюди почали будувати майстерні з виробництва сталі з руди. Відповідно до директив Партії, народним комунам доручалося будувати малі доменні печі з глини та топити їх дровами. Робітників набирали з довколишніх сіл.
У той час, особливо на початку кампанії, бракувало належної інфраструктури та фундаментальних знань про сталь та мартенівські печі. Ще в 1959 році, після вивчення проблеми та перших дослідів, стало зрозуміло, що сталь хорошої якості можна виробляти лише у великих печах на великих заводах, використовуючи кам'яне вугілля як паливо. Партія зрозуміла, що тільки великі промислові виплавильні заводи виготовляють сталь будь-якої цінності. Майже все залізо з комун було практично непридатним. Однак проект продовжувався, були скоректовані директиви, а населення організувало на місцях розвідку та видобуток вугілля та намагалося модернізувати печі.
Люди використовували будь-який вид палива, який вони могли отримати для запуску цих печей, від вугілля до деревини для виготовлення трун. 
Перші досліди були дуже обнадійливими — дійсно, переплавку металу, як виявилося, можна було організувати підручними засобами. Складалися плани. Часто або там, де залізної руди не було, для того, щоб виконати плани чи підготувати звіти, використовувалися будь-які сталеві предмети, такі як невеликі сільськогосподарські знаряддя праці, велосипеди, а також домашні чайники, тази, сковорідки, праски, стільці та двері які також плавилися та збільшували вироблення, а кінцевим продуктом були сталеві балки. Навіть дзвони з храмів чи дзвоники до дверей не врятувались від переплавки. Однак те, що утворилося при плавленні, були дивні спечені непридатні грудки металу. Крім того, печі повинні були працювати безперервно 24 години на добу, через що зросло споживання деревини. Тому люди були змушені вирубати велику кількість дерев, що призвело до великої вирубки лісів прилеглих територій. Крім того, у домашніх господарств конфіскували дерев’яні меблі, які згоріли в печах.
Результатом переплавки був, однак, низькоякісний високовуглецевий чавун, який отримували в промисловості лише на перших стадіях обробки, непридатний для широкомасштабного використання. Він міг використовуватися переважно для виготовлення плугів і мотик, і споживався в межах комуни. Для виготовлення сталі його потрібно було зневуглити.
У регіонах, де традиція виготовлення сталі зберігалася безперервно, а старі навички сталеливарників не були забуті, чавун справді піддавався переробці на сталь, а виробництво сталі дійсно зростало. У регіонах, де не було традицій виплавки сталі, де вбивали старих металургів або де не було теоретичного розуміння процесу доменної печі, необхідного для переробки чавуну, результати були незадовільними. У гіршому випадку, паливом для використання було вугілля з високим вмістом сірки, яке давало чавун, який необхідно було переплавляти та піддавати десульфуризації, перш ніж його можна було переробляти в сталь.
Ще гірше, що догляд за печами позбавив селян часу і можливості виробляти продукти харчування, фактично виснажуючи фізично багатьох і безпосередньо сприяючи Великому китайському голоду.
Керівництво, однак, було в захваті від загального підйому, а експерти боялися виступати з критикою після кампанії «Хай розквітають сто квітів». На думку Мао Цзедуна, незважаючи на проблеми, печі демонстрували масовий ентузіазм, масову творчість та масову участь в економічному розвитку, незважаючи на те, що ця участь не була обов’язковою. Замість того, щоб ослабити цей масовий рух, Мао заохотив його. Центральним аспектом «Великого стрибка» була загальна мобілізація всіх працездатних людей у сільськогосподарському та промисловому виробництві. 
У 1958 році виробництво «сталі» збільшилося на 45 %, а в 1959 році — ще на 30 %. Кампанію з виробництва чавуну і сталі почали згортати ще на початку 1959 року, коли вже було зрозуміло, що печі не виробляють залізо потрібної якості, а отримана продукція з малих доменних печей була непридатною.  Однак у 1961 році неефективність малої металургії стала очевидною, кампанія була тихо згорнута і забута, виробництво сталі різко впало і повернулося до рівня 1958 року лише в 1964 році.